# José Prieto
José Prieto (nascido em 22 de julho de 1949) é um ex-ciclista olímpico cubano. Representou sua nação na prova de corrida individual em estrada nos Jogos Olímpicos de Verão de 1972.